# Држай, Петер
Петер Држай (словен. Peter Držaj; 26 марта 1913, Стична — 25 декабря 1944, Кершдорф, ныне Чешнице-в-Тухиню) — югославский словенский врач, партизан Народно-освободительной войны Югославии.

## Биография
Окончил в 1938 году медицинский факультет Загребского университета. Работал до войны сначала в Целе, а затем в Любляне. На фронте Народно-освободительной войны с 1941 года. Арестован итальянцами как подпольщик и отправлен в тюрьму в Южную Италию, после капитуляции Италии вернулся в страну и вступил в партизанскую армию. Погиб 25 декабря 1944 у местечка Кершдорф (ныне Чешнице-в-Тухиню) в Тухиньской долине, спасая раненых. Ныне его имя носит больница в Любляне и отделение Университетского клинического центра в Любляне.